# Trakasserier på grund av kön
Trakasserier på grund av kön är när en person utsätts för behandling eller bemötande som kränker personens värdighet eller integritet, av skäl som beror på personens kön. 
Trakasserier på grund av kön är inte detsamma som sexuella trakasserier, men fram tills helt nyligen fanns bara ett begrepp i svensk lagstiftning, "trakasserier",  som omfattade båda begreppen, varför viss begreppsförvirring fortfarande råder. Trakasserier på grund av kön inkluderar också trakasserier på grund av att en person är transsexuell, eftersom det har med könstillhörighet att göra.
Beroende på omständigheterna kan trakasserier på grund av kön anses vara diskriminering och/eller ofredande. Det kan också anses bryta mot lokala ordningsföreskrifter.